# ساتو نائوتاکه
ساتو نائوتاکه (به ژاپنی: 佐藤 尚武, Satō Naotake)؛ ۳۰ اکتبر ۱۸۸۲ – ۱۸ دسامبر ۱۹۷۱) سیاست‌مدار اهل ژاپن بود.